# Рейкхоулар
Рейкхоулар (исл. Reykhólar, исландское произношение: [ˈreikˌhouːlɑr̥]; слушатьо файле) — небольшое поселение на западе Исландии в регионе Вестфирдир.

## География
Рейкхоулар находится в западной части Исландии, на юго-западе региона Вестфирдир в 230 км от Рейкьявика. Поселение является административным центром общины Рейкхоулахреппюр. Площадь Рейкхоулар составляет 0,26 км², численность населения — 105 человек (на 1 января 2021 года), плотность населения равна 398,9 чел./км². Основными занятиями местных жителей является рыболовство и туристический сервис.
Рейкхоулар расположен у горы Рейкьянесфьядль на южной оконечности полуострова Рейкьянес (исл. Reykjanes) в северной части Брейда-фьорда. Поселение находится в геотермальной зоне.
Среднегодовая температура в Рейкхоуларе составляет 3,9°C; самые высокие температуры достигаются в июле, самые низкие — в декабре. Годовое количество осадков 543 мм; больше всего осадков выпадает в августе-октябре, меньше всего в мае-июне.

## История
Поселение на месте сегодняшнего Рейкхоулара существует со времён заселения Исландии. Своё название поселение получило в честь многочисленных геотермальных источников (исл. Reykhólar, дословно — «дымящие холмы»).
В средние века Рейкхоулар считался одним из самых богатых поселений в Исландии, которому принадлежали многочисленные острова в Брейда-фьорде и жители получали большой доход от охоты на тюленей, гагарок, рыбной ловли и собирания птичьих яиц на этих островах.
В Рейкхоулар находится природный горячий источник Греттислёйг, названный в честь прославленного силача и храбреца Греттира из Саги о Греттире сыне Асмунда. Легендарный исландский герой иногда оставался на зимовку в Рейкхоулар, где такие подвиги как сражение с берсерками и перенос быка с лодки на сушу.

## Традиции
Ежегодно в Рейкхоулар во вторые выходные июля проводится городской семейный праздник Reykhóladagar (рус. Дни Рейкхоулар) с разнообразной программой, включая домашние угощения, ралли на грузовиках и праздничный бал.

## Транспорт
К Рейкхоулар от региональной дороги  Вестфьярдарвегюр 60 ведет дорога местного значения Рейкхоуласвейтарвегюр 607. Через поселение проходит небольшая дорога Кадльсейярвегюр 606, соединяющая Рейкхоулар с небольшим островом Кадльсей, где расположен порт, завод по переработке водорослей и соледобывающее предприятие. Имеется небольшой аэропорт, который находится в 1,5 км к северо-западу от центра поселения.